# Kleven, Östergötland
Kleven är en sjö i Boxholms kommun i Östergötland och ingår i Motala ströms huvudavrinningsområde.